# 송도국제대로
송도국제대로(松島國際大路)는 인천광역시 연수구 동춘동 외암도사거리에서 송도동 인천송도공공하수처리장까지 이르는 인천광역시의 도로이다. 또한 도로명은 송도국제도시에서 이름이 명명된 형태로 유래되었으며, 송도1동과 송도3동의 행정구역 경계선을 이룬다.

## 역사
- 2005년 1월 17일 : 3.519km 전 구간 개통[1]
- 2009년 5월 14일 : 도로명으로 송도국제대로를 고시

## 통과하는 지자체
- 연수구
  - 동춘동 - 송도동

## 통과하는 도로
- 아암대로 (국도 제77호선, 국가지원지방도 제84호선, 국가지원지방도 제98호선의 일부)
- 신송로
- 인천타워대로
- 첨단대로
- 그 외의 도로 : 해돋이로, 센트럴로, 송도과학로, 테크노파크로, 송도문화로, 아카데미로, 송도미래로, 지식기반로
- 직결되는 도로 : 경원대로

## 철도 연계역
- 인천 도시철도 1호선 : 캠퍼스타운역, 테크노파크역

## 교량
- 송도국제교

## 주변에 있는 시설
- 송도성지리벨루스아파트
- 송도해모로아파트
- 롯데캐슬캠퍼스타운아파트
- 롯데캐슬캠퍼스타운오피스텔
- 아이파크송도아파트
- 해돋이공원
  - 해돋이공원 바닥분수
- 인천광역시교육청 직업계고 취업지원센터
- 인하대학교 항공우주융합캠퍼스
- 인천하나센터
- 갯벌타워
- IBK기업은행 송도테크노파크지점
- 키고스골프아카데미
- 전자랜드 파워센터 현대송도점
- 현대프리미엄아울렛 송도점
- 인천대학교 미추홀캠퍼스
- 홈플러스 인천송도점
- 미추홀공원
- 송도누리공원
- 신전떡볶이 송도글로벌캠퍼스점
- 굽네치킨 송도3동점
- 글로벌캠퍼스푸르지오아파트
- BBQ 첨단글로벌점
- GS25 송도글로벌점
- 송도더샵센트럴시티아파트
- GS이엠
- 송도스타디움12
- 훌랄라숯불치킨 송도점
- 셀트리온
- 인천환경공단 승기사업소 송도지소
- BRC
- 올림푸스한국의료트레이닝센터
- 오덱 송도연구소

## 비고
일부 구간이 터널로 연결되어 있어 현재는 도로가 조성되어 있지 않기 때문에 사실상 단절된 상태를 가지고 있는 도로 중의 하나이다.